# Opisthoxia orion
Opisthoxia orion là một loài bướm đêm trong họ Geometridae.